# اعدام‌های زندانیان سیاسی عقیدتی ایران در سال ۱۳۶۰
اعدام‌های زندانیان سیاسی عقیدتی ایران در سال ۱۳۶۰ (قتل‌عام ۱۳۶۰) یک کلان‌جنایت حکومتی است که حکومت جمهوری اسلامی در سال ۱۳۶۰ با هدف حذف مخالفان سیاسی، عقیدتی و مذهبی خود سازمان داده است. این اعدام‌های گسترده پس از سه واقعه در خرداد ۱۳۶۰، یعنی ارتداد جبهه ملی ایران، عزل ابوالحسن بنی‌صدر و تظاهرات ۳۰ خرداد ۱۳۶۰، با سرکوب مخالفان جمهوری اسلامی، به ویژه اعضا و هواداران سازمان مجاهدین خلق و دیگر گروه‌های چپ‌گرا رخ داده است. قتل‌عام  ۱۳۶۰ در محاکمه‌های شتاب‌زده توسط  دادگا‌ه‌های انقلاب اسلامی با انگیز‌های مذهبی بدون درنظرگرفتن رویه‌های دادرسی عادلانه سازماندهی شده است. بنا بر ارزیابی حقوقی جاوید رحمان، گزارشگر ویژه سازمان ملل در امور ایران، این اعدام‌ها مصداق نسل‌کشی و جنایت علیه بشریت است. در ۱۷ ژوئیه ۲۰۲۴، این گزارشگر سازمان ملل، نخستین گزارش حقوقی رسمی سازمان ملل را در رابطه با قتل‌عام ۱۳۶۰منتشر کرد و به ایجاد یک سازوکار بین‌المللی برای تحقیق و حسابرسی از آمران و عاملان این کلان‌جنایت فراخوان داد.

## پیشینه
اعدام‌های زندانیان در سال ۱۳۶۰ حدود دو سال پس از پیروزی انقلاب ۱۳۵۷ رخ داد. در سال‌های نخست انقلاب، حکومت جمهوری اسلامی به رهبری روح‌الله خمینی کارزاری گسترده را برای تغییر ساختارهای سیاسی، قانونی و اجتماعی در جامعهٔ پساانقلابی ایران طرح‌ریزی کرد. روح‌الله خمینی و هواداران او قصد داشتند که ایران را به یک نظام مذهبی بر اساس نظریهٔ ولایت فقیه تبدیل کنند. در این راستا، خمینی چندین فتوا و دستور اجرایی صادر کرد تا نهادهای دولتی، آموزشی و دانشگاهی را از عناصر سکولار، مارکسیستی، ضداسلامی، غربی و لیبرال پاکسازی کند. این امر منجر به اقدامات گستردهٔ سرکوب‌گرایانه‌ای در تمام سطوح جامعه شد.

## ارتداد جبهه ملی ایران
پس از انتخابات اولین دوره مجلس شورای اسلامی پس از انقلاب و حذف اعضای جبهه ملی ایران از این مجلس تقابل بین گروه‌های ملی‌گرا با حکومت بیش از پیش نمایان شد. در ۱۹ خرداد ۱۳۶۰ و بعد از ارائه‌ لوایح ۴ گانه که مهم‌ترین آنها لایحه قصاص برگرفته از احکام شرع به مجلس بود، جبهه ملی در اعلامیه‌ای ضمن اعتراض به مشکلات پیش آمده فرخوان به تظاهرات داد و  روز ۲۵ خرداد و میدان فردوسی را به عنوان محل و روز تظاهرات عنوان کرد.
.
... هموطنان شرافتمند مردم غیور و آزادیخواه ایران. در شرایطی که همه آزادیهای فردی و اجتماعی توسط هیئت حاکمه مستبد و انحصارگر زیر پا نهاده شده و استقلال مملکت در معرض خطرات جدی قرار دارد… و بالاخره در شرایطی که انقلاب بزرگ ملت را از کلیه هدفهای بنیادی خود منحرف کرده‌اند از شما دعوت می‌کنیم که ساعت ۴ بعد از ظهر روز دوشنبه بیست و پنجم خرداد ماه در گردهمایی و راهپیمایی جبهه ملی بانگ اعتراض خود را به گوش جهانیان برسانیم.
لایحهٔ قصاص طرحی بود که توسط اسلام‌گرایان تندرو با هدف تبدیل دستگاه کیفری کشور به نظام فقهی شیعه در مجلس ارائه شده بود. در همان هفته، گروه‌های مخالف جمهوری اسلامی دست به تظاهرات و تجمعات عمومی برای اعتراض به لایحهٔ قصاص زدند و اعلام کردند که این لایحه با اصول پایه‌ای حقوق بشر در تضاد است.
راهپیمایی با استقبال مردم در روزهای پایانی خرداد ۱۳۶۰ انجام شد که با درگیری‌هایی همراه بود. روح‌الله خمینی با اتخاذ رویکردی تند در برابر این فراخوان موضع گرفته و سران جبهه ملی را با فتوایی بی‌سابقه به ارتداد متهم کرد.
 روج الله خمینی: من می‌خواهم ببینم که این راهپیمایی که امروز اعلام شده است، اساس این راهپیمایی چه هست. من دو تا اعلامیه از «جبهه ملی»، که دعوت به راهپیمایی کرده است، دیدم. در یکی از این دو اعلامیه، جز انگیزه‌ای که برای راهپیمایی قرار داده‌اند، «لایحه قصاص» است؛ یعنی مردم ایران را دعوت کردند که مقابل لایحه قصاص بایستند. در اعلامیه دیگری که منتشر کرده بودند تعبیر این بود که «لایحه غیرانسانی» ملت مسلمان را دعوت می‌کنند که در مقابل لایحه قصاص راهپیمایی کنند، یعنی چه؟ یعنی در مقابل نص قرآن کریم راهپیمایی کنند! شما را دعوت به قیام و استقامت و راهپیمایی می‌کنند در مقابل قرآن کریم. نص قرآن کریم …
اینها مرتدند. جبهه ملی از امروز محکوم به ارتداد است.

## عزل سید ابوالحسن بنی‌صدر
یک روز پس از مرتد خواندن جبهه ملی ایران نمایندگان اولین مجلس شورای اسلامی در ۲۶ خرداد ۱۳۶۰، در یک طرح دوفوریتی عدم کفایت سیاسی رئیس‌جمهور وقت ابوالحسن بنی‌صدر را در مجلس به تصویب رساندند. مطابق این مصوبه، طرح فوق در دستور کار مجلس قرار گرفت و پس از پنج روز با رأی اکثریت نمایندگان عدم کفایت ابوالحسن بنی‌صدر برای ریاست جمهوری تصویب شد.

## تظاهرات ۳۰ خرداد ۱۳۶۰
یک روز پیش از عزل بنی صدر از ریاست جمهوری یعنی، روز ۲۹ خرداد ۱۳۶۰، مجاهدین خلق ایران به رهبری مسعود رجوی به همراه بنی‌صدر که در خفا به سر می‌بردند، در برابر جمهوری اسلامی مردم را به قیام فراخواندند و از اعضای سازمان مجاهدین و  طرفداران بنی صدر خواستند تا به خیابان بیایند. در روز ۳۰ خرداد که مصادف با عزل بنی‌صدر بود تظاهرات در تهران و شهرهای دیگر برگزار شد که حکومت با شدت آن را سرکوب کرد. به دنبال این امر و همچنین عزل بنی‌صدر تعدادی از همکاران و طرفداران او دستگیر شدند.

## اعدام‌ها
پس از پایان تظاهرات روز ۳۰ و ۳۱ خرداد به گفته اکبر هاشمی رفسنجانی رئیس وقت مجلس شورای اسلامی ۱۶ نفر کشته شدند. در روز یکم تیر ۱۳۶۰، روزنامه کیهان، به نقل از  دادستانی انقلاب مرکز، خبر می‌دهد که در روز ۳۱ خرداد ۲۳ نفر از دستگیرشدگان اعدام شده‌اند. بر اساس اطلاعیه‌های دادستانی در دو نوبت ظهر، ۱۵ نفر و شب، ۸ نفر اعدام شدند. در قتل‌عام و سرکوب گسترده‌ای که بین خرداد تا اسفند ۱۳۶۰ صورت گرفت جمهوری اسلامی نسبت به حذف مخالفان خود از جمله هواداران و اعضای مجاهدین، ملی‌گرایان، کمونیست‌ها، سوسیالیست‌ها، لیبرال‌ها، سلطنت‌طلبان، اقلیت‌های مذهبی و بهائیان اقدام کرد. عمده اتهامات برای اعدام شدگان «محاربه»، «افساد فی‌الارض» و «بغی»، «ارتداد» و «کودتا» اعلام شد..
در پاسخ به موج فزایندهٔ اعتراضات در بهار و تابستان ۱۳۶۰، روحانیون دست به سرکوب مخالفان زدند. روح‌الله خمینی چندین بیانیه و فتوا علیه منتقدان و معترضان صادر کرد و آنها را «مرتد»، «کمونیست‌های ضداسلام»، «کافر» و «منافق» توصیف کرد. در پی دستور خمینی، ده‌ها هزار شهروند معترض و منتقد دستگیر شدند و بسیاری از آنها توسط دادگاه‌های انقلاب به اعدام محکوم شدند. در ۳۱ خردادماه ۱۳۶۰، سعید سلطانپور، شاعر و نویسندهٔ پرآوازه و چپ‌گرای ایرانی، به همراه ۱۴ نفر دیگر از مخالفان چپ‌گرا، به اتهام‌های مذهبی «افسادفی‌الأرض»، «محاربه» و مبارزه با خدا و پیغمبر اسلام اعدام شدند. اعدام این مخالفان، نقطه‌آغاز گسترده‌ترین اعدام‌های دسته‌جمعی در تاریخ معاصر ایران بود. علی فلاحیان در گفت‌وگویی با حسین دهباشی در «خشت خام» در این مورد و اعدام‌های آن دوره چنین می‌گوید: «هرگونه عضویت افراد در سازمان‌ها و گروه‌های مخالف به دلیل مواضع آن سازمان در حکم محارب تلقی می‌شد چه فرد بازداشت شده اسلحه داشت یا نداشت.»
اسدالله لاجوردی دادستان و محمد محمدی گیلانی حاکم شرع دادگاه انقلاب تهران در مصاحبه‌ای در روز ۳ تیرماه در این خصوص صحبت می‌کنند و به مخالفان هشدار می‌دهند که با آنان برخورد شدید خواهد شد. در همان روز، روزنامه اطلاعات اطلاعیه‌ای پرسش‌برانگیز را از سوی روابط عمومی دادستانی انقلاب اسلامی مرکز حاوی عکس ۱۲ دختر نوجوان منتشر می‌کند: 

به اطلاع خانواده‌های محترمی که فرزندانشان در جریانات ضدانقلابی اخیر تهران دستگیر شده‌اند و حکم دادگاه درباره‌ آنها صادر و اجرا گردیده می‌رساند لطفا با در دست داشتن شناسنامه عکس‌دار خود و فرزندانشان که عکس آنها در زیر چاپ شده به دفتر مرکز اوین مراجعه کرده و فرزندانشان را تحویل بگیرند.
گروه راست‌یاد بر اساس یک پژوهش انجام شده بر این ادعا می‌باشد که، در سال ۱۳۶۰ بیش از ۳۵۰۰ نفر در ۸۵ شهر ایران اعدام شده‌اند یا به قتل رسیده‌اند. در این میان بیش از ۱۰۰ نفر از اعدام شدگان در تهران کودک و زیر ۱۸ سال بودند. این یافته‌ها توسط جاوید رحمان، گزارشگر ویژه‌ی سازمان ملل در امور ایران تأیید شده است و در گزارش حقوقی او درباره‌ی قتل‌عام ۱۳۶۰ مورد استناد قرار گرفته است.یرواند آبراهامیان، تعداد زندانیان اعدامی از مرداد تا آبان سال ۱۳۶۰ را ۲۶۶۵ گزارش کرده است. بر اساس برخی از ادعاها در فاصله بین سال ۱۳۶۰ تا ۱۳۶۴ حدود ۱۱ هزار زندانی اعدام یا زیر شکنجه کشته شدند.
در جناح‌های غیر چپ و ملی‌گرا برخی از همکاران بنی‌صدر و اعضای جبهه ملی نیز به دلیل مخالفت با جمهوری اسلامی اعدام شدند. از جمله این افراد می‌توان از منوچهر مسعودی، مشاور حقوقی ریاست جمهوری، رشید صدرالحفاظی، مسئول اطلاعات دفتر ریاست جمهوری، سید حسین نواب صفوی، مسئول روابط خارجه و ذوالفقاری، مسئول نگهبانان دفتر ریاست جمهوری و کریم دستمالچی از اعضای جبهه ملی ایران نام برد. یکی از مشهورترین اعدام شدگان کشتارهای سال ۶۰ سعید سلطان‌پور بود که ۲۷ فروردین ۱۳۶۰ دستگیر شده و در ۳۱ خرداد به حکم دادگاه انقلاب تهران اعدام شد.

## ابعاد قتل‌عام ۱۳۶۰
ابعاد دقیق قتل‌عام وسیع مخالفان سیاسی در سال ۱۳۶۰ هنوز به‌طور کامل روشن نیست و جمهوری اسلامی از شفاف‌سازی در این مورد خودداری کرده است. گروه راست‌یاد بر اساس یک پژوهش مدعی شد که هویت بیش از ۳۵۰۰ قربانی را که بین ۳۰ خرداد ۱۳۶۰ و ۲۹ اسفند ۱۳۶۰ در ۸۵ شهر ایران اعدام شده‌اند، ثبت و مستندسازی کرده است.
بر اساس تحقیق این گروه که بر اساس بیش از ۲۵۰ سند رسمی نهادهای قضایی، سیاسی و نظامی جمهوری اسلامی شامل بیانیه‌ها و اطلاعیه‌های رسمی صادر شده توسط دادگاه‌های انقلاب اسلامی و سپاه پاسداران انقلاب اسلامی صورت گرفت و   بر اساس تحقیقات میدانی و با اتکا به روش‌های مختصات‌یابی ماهواره‌ای  محل دفن دقیق بیش از ۱۰۰۰ جان‌باخته در قتل‌عام ۱۳۶۰ را در آرامستان بهشت‌زهرا مستندسازی کرده است.
بر اساس این بررسی ها اغلب این جان‌باختگان در قطعه‌های ۴۱، ۸۵، ۸۷، ۹۱ و ۹۲ بهشت زهرا دفن شده‌اند و مزار بسیاری از آنها توسط نیروهای حکومتی تخریب شده است. بنا بر یافته‌های این پژوهش، تعداد قابل توجهی از قربانیان خشونت دولتی در سال ۱۳۶۰، کودکان و افرادی بودند که هنوز به سن قانونی نرسیده بودند. دست‌کم ۱۰۳ تن از جانباختگان شناسایی شده در تهران (حدود ۱۰ درصد از تمام جانباختگان) زیر سن قانونی بودند.

## هویت اعدام‌شدگان
آمار پژوهشی نشان می‌دهد که بیش از ۷۰ درصد جان‌باختگان به اتهام هواداری یا عضویت در سازمان مجاهدین خلق اعدام شدند یا به قتل‌ رسیدند. اغلب اعدام‌شدگان زیر ۱۸ سال نیز متعلق به این گروه هستند. بیش از ۱۵ درصد جانباختگان به گروه‌های چپ‌گرای دیگر تعلق داشته‌اند . در این میان، اعضا و هواداران سازمان چریک‌های فدایی خلق (از تمام گرایش‌ها و فراکسیون‌ها)، سازمان پیکار در راه آزادی طبقه‌ی کارگر، حزب دموکرات کردستان، کومله‌، سازمان راه کارگر و حزب رنجبران ایران بیشترین جانبا‌ختگان چپ‌گرا را به خود اختصاص دادند. افزون بر این، صدها شهروند ایرانی نیز به اتهام افساد فی‌الارض، محاربه، سلطنت‌طلبی، جاسوسی، کودتا یا عضویت در دیانت بهایی اعدام شده‌اند. در قتل‌عام ۱۳۶۰ بیش از ۳۷۰ زن توسط جمهوری اسلامی اعدام شدند یا به قتل رسیدند. این بالاترین آمار اعدام زنان در تاریخ سیاسی معاصر ایران است.

### جانباختگان سرشناس
در دوران قتل‌عام ۱۳۶۰، چهره‌های سرشناسی به جوخه‌های اعدام و تیرباران سپرده شدند. در این راستا، می‌توان به شکرالله پاک‌نژاد، اندیشمند سیاسی و از رهبران جبهه‌ی دموکراتیک ملی، سعید سلطان‌پور، شاعر و نویسنده‌ی پرآوازه، منوچهر مسعودی، مشاور حقوقی ریاست جمهور وقت ابولحسن بنی صدر، کریم دستمالچی، از تجار و اعضای جبهه‌ی ملی، ایرج فرهومند از (حزب رنجبران ایران) ، استاد برجسته در حوزه‌ی تأسیسات، و معصومه شادمانی، کاندیداهای مجاهدین خلق در انتخابات مجلس شورای ملی، علی‌اصغر امیرانی، روزنامه‌نگار و بنیانگذار مجله‌ی خواندنی‌ها، کامران صمیمی، استاد دانشگاه و عضو محفل ملی بهائیان، ژینوس نعمت محمودی، از بنیانگذاران هواشناسی مدرن در ایران و عضو محفل ملی بهائیان، اشاره کرد.

## ویژگی حقوقی قتل‌عام ۱۳۶۰
شواهد و مستندات تحقیقی نشان می‌دهند که اغلب قربانیان قتل‌عام ۱۳۶۰ پس از بازداشت‌های خودسرانه و شکنجه‌های نظام‌مند، در یک روند شتاب‌زده به اعدام محکوم شده‌اند. نصیری و فغفوری‌آذر در یک تحلیل حقوقی نشان داده‌اند که قتل‌عام ۱۳۶۰ در یک خلاء قانونی رخ داده است. در دوران قتل‌عام ۱۳۶۰، دادگاه‌های انقلاب اسلامی از صلاحیت و مشروعیت قانونی برخوردار نبودند و احکام و عملکرد آنها مصداق یک کلان‌جنایت حکومتی است. این تحقیق نشان می‌دهد که قتل‌عام ۱۳۶۰ با انگیزه‌های مذهبی بر اساس انگاره‌های فقهی با هدف نابودی مخالفان سیاسی و مذهبی و پاکسازی جامعه از گروه‌های «ضداسلام»، «کافر»، «مرتد» و «منافق» صورت گرفته است. برای اثبات انگیز‌ه‌ مذهبی اعدام‌های گسترده، به دستورهای سیاسی-مذهبی خمینی در بهار و تابستان ۱۳۶۰ مبنی بر «ضد اسلام»، «کافر»، «منافق» و «مرتد» دانستن مخالفان و اظهارات مقامات قضایی جمهوری اسلامی، از جمله حسین موسوی تبریزی، دادستان کل دادگا‌ه‌های انقلاب اسلامی و محمد محمدی گیلانی، حاکم شرع تهران، استناد شده است. بنابر همین یافته‌ها، این قتل‌عام گسترده‌ترین کشتار دسته‌جمعی مخالفان سیاسی و عقیدتی در تاریخ معاصر ایران بوده است. گزارشگر ویژهٔ سازمان ملل این یافته‌های حقوقی را مورد تأیید می‌داند و جمهوری اسلامی را متهم به سازماندهی نسل‌کشی و جنایت علیه بشریت کرده است.

### گزارش حقوقی جاوید رحمان
در ۱۷ ژوئیه ۲۰۲۴، جاوید رحمان، گزارشگر ویژه‌ی سازمان ملل در امور ایران، گزارشی مبسوط حقوقی در رابطه با قتل‌عام ۱۳۶۰ منتشر کرد. این گزارش نخستین موضع‌گیری رسمی یک گزارشگر سازمان ملل درباره‌ی اعدام‌های سال ۱۳۶۰ است. در این گزارش، جاوید رحمان، با ارجاع به پژوهش گروهی به نام راست‌یاد، از اعدام و قتل‌عام بیش از  ۳۵۰۰ مخالف سیاسی و مذهبی جمهوری اسلامی و بیش از ۱۰۰ کودک در تهران گزارش می‌دهد. همچنین این گزارش، تخریب سازمان یافته مزارهای جانباختگان در قطعه‌ی ۴۱ و ۹۳ بهشت‌زهرا را مصداق یک استراتژی برای پنهان‌کردن ابعاد کلان‌جنایت‌های جمهوری اسلامی می‌داند.  
جاوید رحمان بر این نظر تاکید می کند که قتل‌عام ۱۳۶۰ مصداق جنایت علیه‌ بشریت و نسل‌کشی بوده و در خلاء کامل قانونی، با انگیزه‌ای صرفا مذهبی، علیه دگراندیشان رخ داده است. در سال ۱۳۶۰، مخالفان سیاسی و مذهبی این حکومت (به ویژه مارکسیست‌ها، مجاهدین خلق و بهائیان) با انگیزه‌ی نسل‌کشی قتل‌عام شده‌اند. به گفته‌ی گزارشگر ویژه، «دادگاه‌های انقلاب در عمل تریبونال‌های مذهبی بودند که از آنها برای پیگرد و حذف مخالفان اسلام و نظام مذهبی حاکم استفاده می‌شد.» این تریبونال‌های مذهبی بر اساس انگاره‌های مذهبی «کفر»، «ارتداد» و «نفاق» هزاران مخالف و شهروند را به اعدام، سنگسار، قطع عضو و شلاق محکوم کرده‌اند.
همچنین این گزارش تاکید می‌کند که قتل‌عام سال ۱۳۶۰ نقش تعیین‌کننده‌ای در نهادینه‌کردن دستگاه سرکوب، از جمله پایه‌ریزی دادگاه‌های انقلاب، مفاهیم ضدانسانی «محاربه» و «افساد فی‌الارض»، «ارتداد»، «منافق» و ساختار شکنجه در ایران داشته است. در قتل‌عام سال ۱۳۶۰، گروه‌های متعددی، از جمله نویسندگان، روشنفکران، هواداران مجاهدین خلق، مارکسیست‌ها، سوسیالیست‌ها، ملی‌گرایان، اقلیت‌های ملی و مذهبی‌ (از جمله بهائیان)‌ و طرفداران نظام سلطنتی هدف قرار گرفتند. بر پایه‌ی مستند‌سازی علمی، این گزارش نتیجه می‌گیرد تمام دستگاه قضایی، سیاسی، نظامی و اطلاعاتی جمهوری اسلامی در سازمان‌ماندهی نسل‌کشی مخالفان مذهبی و عقیدتی در سال ۱۳۶۰ دست داشته‌اند و باید مورد حسابرسی کیفری در سطح بین‌المللی قرار بگیرند. جاوید رحمان به ایجاد یک مکانیزم حقوقی بین‌المللی برای تحقیق و حسابرسی از آمران و عاملان نسل‌کشی سال ۱۳۶۰ فراخوان می‌هد.

## عفو بین‌الملل
سازمان عفو بین‌الملل در روز ۲۲ آذر سال ۱۳۶۰ تعداد کشته شدگان پس از ۳۰ خرداد را تا آن زمان را بیش از ۱۶۰۰ مورد اعدام «شناخته شده» اعلام کرده و فقط اعدام شدگان در ۳ روز سه روز ۲۷ تا ۲۹ شهریور را بیش از ۳۰۰ مورد بیان می‌کند. همچنین این سازمان در در ۵ اسفند ۱۳۶۰ منتشر کرده، رقم کل اعدام‌شدگان توسط جمهوری اسلامی از انقلاب ۵۷ تا پایان سال ۶۰ را در ایران پس از انقلاب سال ۵۷ تا زمان انتشار آن بیانیه را ۴ هزار نفر برآورد می‌کند. برخی از افرادی که در کشتار سال ۱۳۶۷ اعدام شدند از دستگیرشدگان در سال ۱۳۶۰ و پس از حوادث خرداد ماه بودند.